# Urbanice (Hradec Králové)
Urbanice é uma comuna checa localizada na região de Hradec Králové, distrito de Hradec Králové‎.